# Kõnnu (Torma)
Kõnnu – wieś w Estonii, w prowincji Jõgeva, w gminie Torma.